# 河北石头花
河北石头花（学名：Gypsophila tschiliensis），为石竹科石头花属下的一个植物种。